# 斯圖金卡 (卡盧什區)
49°2′10″N 24°27′36″E / 49.03611°N 24.46000°E
斯圖金卡（烏克蘭語：Студінка），是烏克蘭的村落，位於該國西部伊萬諾-弗蘭科夫斯克州，由卡盧什區負責管轄，面積13.78平方公里，2021年人口1,500，人口密度每平方公里120.5人。